# Наумовская (Красноборский район)
Наумовская — деревня в Красноборском районе Архангельской области. Входит в состав Черевковского сельского поселения.

## География
Находится в юго-восточной части Архангельской области на расстоянии приблизительно 51 км на северо-запад по прямой от административного центра района села Красноборск на левобережье реки Северная Двина.

## История
В 1859 году здесь (деревня Сольвычегодского уезда Вологодской губернии) был учтен 1 двор.

## Население
Численность населения: 6 человек (1859 год), 31 (русские 100 %) в 2002 году, 13 в 2010.